# Косьма III Константинопольський
Косма — релігійний діяч, служив Вселенським Патріархом у період 1714–1716 років, а потім Патріархом Александрійським у період 1723–1736 років.
Це був вчений ієрарх, з великою освітою. Він народився в Хрисуполі (Скутарі) у Віфінії або в Халкідоні. Близько 1700 року він опинився в Синайському монастирі як вчитель і проповідник. 11 квітня 1703 року він був висвячений на архієпископа Синайського, і обіймав цю посаду до 2 лютого 1706 року, коли його було обрано митрополитом Клавдіопольським.
З самого початку він прагнув бути обраним Александрійським патріархом. З цією метою він відправився в Константинополь, щоб знайти прихильників. У 1711 році Священний Синод Вселенського Патріархату незаконно обрав його Патріархом Александрійським, оскільки Патріарх Самуїл не пішов у відставку, що зіпсувало відносини між двома Патріархатами. У 1713 році (скривджений) Патріарх Самуїл домовився з Папою Климентом XI про об'єднання Александрійського Патріархату з Католицькою Церквою. Патріарх Кипріан відновив Самуїла, припинивши суперечку.
28 лютого 1714 року Кипріан пішов у відставку, і Косма (як Косма III) був обраний на Вселенський престол за підтримки свого учня Мануїла Іпсілантіса, сильного фанаріота. 23 березня 1716 року він був усунений і засланий на Синай. Там він зробив важливу роботу для організації монастирської бібліотеки та зайнявся письменництвом.
Після смерті Самуїла в 1723 році він був обраний патріархом Александрійським (як Косма II), і залишався на цій посаді до своєї смерті в 1736 році. Його письмова праця, яка є анекдотичною, включає проповіді та проповіді, меморандуми, біблійну екзегезу та коментарі до батьківських текстів. Його твори зберігаються в Патріаршій бібліотеці в Каїрі.